# سبيع (اسم)
سبيع اسم علم مذكر من أصل عربي، ومعناه هو تصغير لكلمة سبع، والسبع هو الحيوان البري المفترس الضاري، ويطلق اسم سبيع أيضاً على الأرض المشبعة بالسباع، وايضا سبيع اسم قبيلة من العرب.

## شخصيات تحمل الاسم
- سبيع بن قيس